# Галкино 2-е
Га́лкино 2-е (рос. Галкино 2-ое) — присілок у складі Кетовського району Курганської області, Росія. Входить до складу Падерінської сільської ради.
Населення — 25 осіб (2010, 18 у 2002).